# Stibadeïon
Le stibadeïon (ou stibadéion) était une installation, une jonchée de feuilles, un lit de paille, un lit cérémoniel à la gloire du dieu Dionysos. Son équivalent latin est Stibadium, un banc d'abord extérieur, puis intérieur, en forme de demi-cercle pouvant recevoir 12 personnes.
Selon Charles Picard, le Stibadeïon pourrait désigner un édifice religieux entier mais les preuves semblent manquer au-delà des travaux de Charles Picard. Les traces d'un Stibadeïon dionysiaque ont été découvertes au temple de Délos où subsistent les deux colonnes ithyphalliques monumentales qui l'encadraient, ultérieurement mutilées.